# نیروگاه جبل علی
نیروگاه تولید همزمان آب و برق جبل علی (به عربی: محطة جبل علی) (امارات، دبی، در امتداد خلیج فارس و در مجاورت منطقهٔ آزاد جبل علی)، یکی از نیروگاه‌های کشور امارات و بزرگ‌ترین نیروگاه این کشور با ظرفیت تولید ۸٬۵۰۰ مگاوات که شامل ۶ ایستگاه تولید برق است. ظرفیت کنونی نیروگاه ۷٬۸۰۰ مگاوات است که قرار است تا پایان سال ۲۰۱۸ به ظرفیت نهایی خود برسد. این نیروگاه افزون بر تولید برق، آب شیرین‌کن نیز هست که جدیدترین و بزرگ‌ترین نیروگاه آب شیرین‌کن در دنیاست. در زمان بهره‌برداری کامل، روزانه ۴۷۰ میلیون گالون امپریال آب، نمک‌زدایی می‌کند.
سوخت اصلی واحدها، گاز طبیعی است و سوخت پشتیبان آن گازوئیل است.
نیروگاه جبل علی یک مجتمع نیروگاهی است. ایستگاه‌های تولید برق شامل، ایستگاه D با ظرفیت ۱٬۰۲۷ مگاوات، ایستگاه E با ظرفیت ۶۱۶ مگاوات، ایستگاه G با ظرفیت ۸۱۸ مگاوات، ایستگاه K با ظرفیت ۹۱۸ مگاوات، ایستگاه L فاز ۱ با ظرفیت ۹۶۹ مگاوات، ایستگاه L فاز ۲ با ظرفیت ۱٬۳۹۳ مگاوات و ایستگاه M با ظرفیت ۲٬۰۶۰ مگاوات است. قرار است تا پایان سال ۲۰۱۸، ظرفیت تولید ایستگاه M به ۲٬۷۶۰ مگاوات برسد.
اپراتور این نیروگاه شرکت اماراتی DEWA (مخفف Dubai Electricity & Water Authority) است.
این نیروگاه توسط شیخ حمدان بن رشید، معاون حاکم دبی، وزیر دارایی و رئیس دوا افتتاح شد.

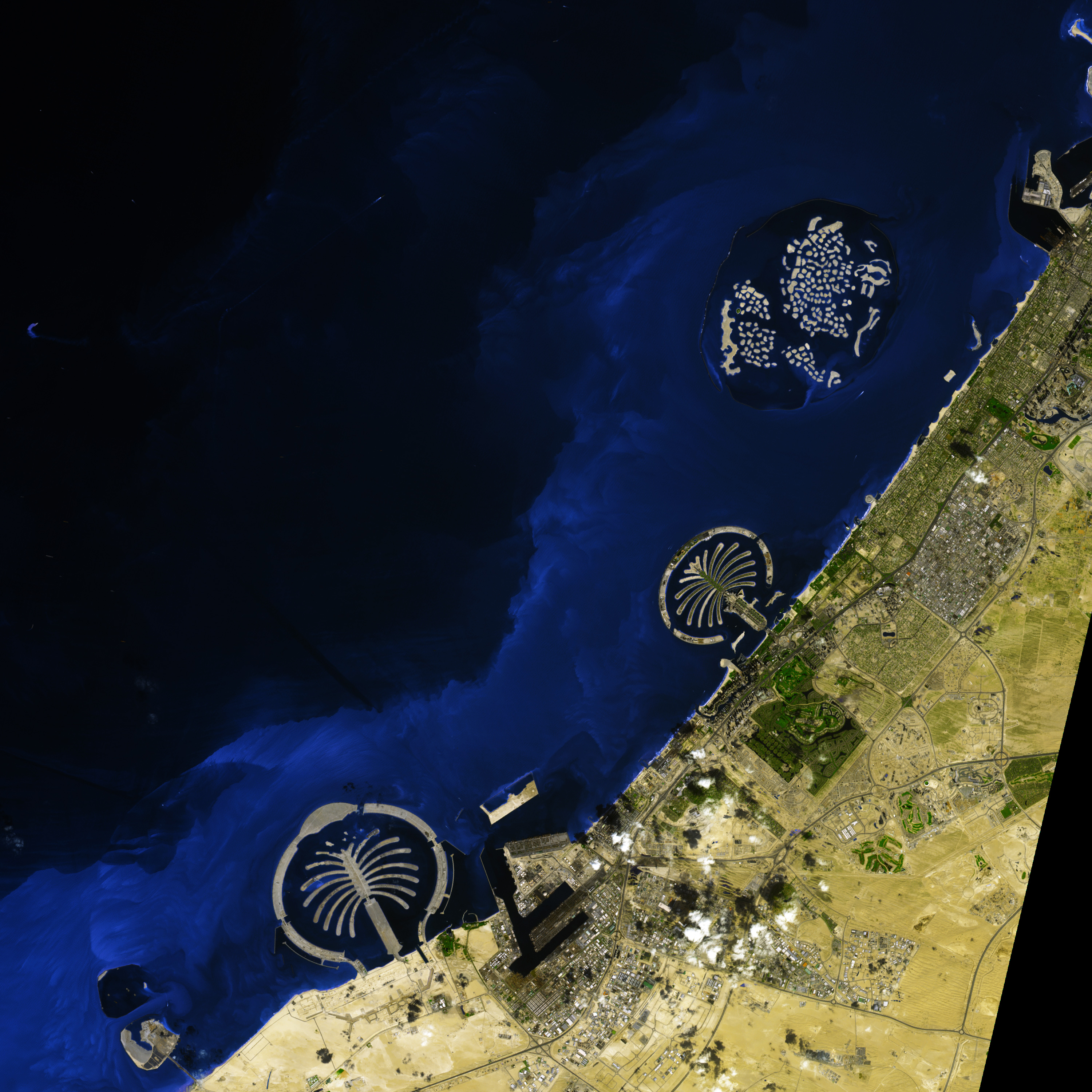
موقعیت نیروگاه جبل علی

## ایستگاه اِم (M)
ایستگاه M با ظرفیت کنونی ۲٬۰۶۰ مگاوات برق و تولید ۱۴۰ میلیون گالن آب شیرین در هر روز است. با اضافه‌شدن یک نیروگاه سیکل ترکیبی نو با ظرفیت ۷۰۰ مگاوات، ظرفیت تولید ایستگاه M به ۲٬۷۶۰ مگاوات تا پایان سال ۲۰۱۸، می‌رسد.
طرح توسعه شامل افزودن دو ژنراتور توربین گاز، دو ژنراتور توربین بخار با بازیاب حرارتی و یک توربین بخار است. این کار باعث می‌شود راندمان حرارتی نیروگاه از ۸۲٫۴ درصد به ۸۵٫۸ درصد برسد که به عنوان یکی از بالاترین راندمان حرارتی در جهان است.